# Valay
Valay és un municipi francès situat al departament de l'Alt Saona i a la regió de Borgonya - Franc Comtat. L'any 2007 tenia 654 habitants.

## Demografia

### Població
El 2007 la població de fet de Valay era de 654 persones. Hi havia 233 famílies, de les quals 55 eren unipersonals (30 homes vivint sols i 25 dones vivint soles), 72 parelles sense fills, 102 parelles amb fills i 4 famílies monoparentals amb fills.
La població ha evolucionat segons el següent gràfic:
Habitants censats

### Habitatges
El 2007 hi havia 316 habitatges, 240 eren l'habitatge principal de la família, 45 eren segones residències i 31 estaven desocupats. 271 eren cases i 45 eren apartaments. Dels 240 habitatges principals, 147 estaven ocupats pels seus propietaris, 86 estaven llogats i ocupats pels llogaters i 7 estaven cedits a títol gratuït; 4 tenien una cambra, 18 en tenien dues, 39 en tenien tres, 69 en tenien quatre i 109 en tenien cinc o més. 181 habitatges disposaven pel capbaix d'una plaça de pàrquing. A 108 habitatges hi havia un automòbil i a 93 n'hi havia dos o més.

### Piràmide de població
La piràmide de població per edats i sexe el 2009 era:
| Homes | Edats   | Dones |
| ----- | ------- | ----- |
| 0     | 95 o +  | 4     |
| 8     | 90 a 94 | 4     |
| 4     | 85 a 89 | 4     |
| 0     | 80 a 84 | 8     |
| 4     | 75 a 79 | 8     |
| 8     | 70 a 74 | 12    |
| 8     | 65 a 69 | 8     |
| 12    | 60 a 64 | 4     |
| 8     | 55 a 59 | 4     |
| 32    | 50 a 54 | 36    |
| 16    | 45 a 49 | 20    |
| 12    | 40 a 44 | 16    |
| 8     | 35 a 39 | 8     |
| 8     | 30 a 34 | 12    |
| 24    | 25 a 29 | 28    |
| 28    | 20 a 24 | 20    |
| 20    | 15 a 19 | 20    |
| 16    | 10 a 14 | 20    |
| 8     | 5 a 9   | 20    |
| 8     | 0 a 4   | 16    |

## Economia
El 2007 la població en edat de treballar era de 415 persones, 273 eren actives i 142 eren inactives. De les 273 persones actives 253 estaven ocupades (147 homes i 106 dones) i 20 estaven aturades (12 homes i 8 dones). De les 142 persones inactives 32 estaven jubilades, 37 estaven estudiant i 73 estaven classificades com a «altres inactius».

### Ingressos
El 2009 a Valay hi havia 232 unitats fiscals que integraven 615,5 persones, la mediana anual d'ingressos fiscals per persona era de 16.210 €.

### Activitats econòmiques
Dels 24 establiments que hi havia el 2007, 1 era d'una empresa alimentària, 2 d'empreses de fabricació d'altres productes industrials, 9 d'empreses de construcció, 4 d'empreses de comerç i reparació d'automòbils, 2 d'empreses de transport, 1 d'una empresa d'hostatgeria i restauració, 2 d'empreses immobiliàries, 1 d'una entitat de l'administració pública i 2 d'empreses classificades com a «altres activitats de serveis».
Dels 11 establiments de servei als particulars que hi havia el 2009, 1 era una oficina de correu, 2 fusteries, 4 lampisteries, 2 electricistes, 1 perruqueria i 1 restaurant.
L'únic establiment comercial que hi havia el 2009 era una fleca.
L'any 2000 a Valay hi havia 6 explotacions agrícoles.

## Equipaments sanitaris i escolars
L'únic equipament sanitari que hi havia el 2009 era una farmàcia.
El 2009 hi havia una escola elemental.

## Poblacions més properes
El següent diagrama mostra les poblacions més properes.